# Sypna sobrina
Sypna sobrina là một loài bướm đêm trong họ Erebidae.